# José Manuel González de la Cuesta
José Manuel González de la Cuesta es un escriptor espanyol. Director Adjunt del Museu d'Art Contemporani “Vicent Aguilera i Cerni” de Vilafamés (MACVAC) entre 2017 y 2024. President des de 2016 de l'Associació d'Escriptors de la Província de Castelló. Llicenciat en Geografia i Història per la Universitat Complutense de Madrid. Especialitat Història Moderna en 1986.

## Biografia
Va viure la seua infància i joventut en el Poblat Dirigit de Orcasitas, un barri obrer del sud de Madrid, dels quals es van construir a principis dels anys 60 del segle passat, per a recollir l'al·luvió d'immigrants que acudien a treballar del camp a la ciutat. Mancat de serveis, la seua infància va ser un recorregut per col·legis que s'obrien en pisos, fins que a la fi de la dècada dels 60 es van obrir els primers col·legis públics. Va estudiar en l'Institut Nacional de Batxillerat de Orcasitas el Batxillerat Elemental. Als 14 anys va entrar a treballar en la Banca López Quesada de botons. Durant quaranta anys va exercir diferents posats com a bancari en la Banque Nationale de París i la Caixa d'Estalvis de Galícia. Durant els seus anys de professió bancària va exercir el sindicalisme, ocupant càrrecs sindicals en la CGT i CCOO. Va compaginar el seu treball amb els estudis, cursant BUP nocturn en l'institut de Orcasitas. Es va llicenciar en 1986 en Geografia i Història per la Universitat Complutense de Madrid. En 1999 va obtindre el títol de Tècnic Intermedi de Prevenció de Riscos Laborals pel ISTAS. L'any 1991 es trasllada viure a Castelló, ciutat on desenvolupa tota la seua activitat literària. En l'actualitat està casat i té un fill i una filla.
Va fer els seus primers passos literaris en el món de la poesia, on va guanyar alguns premis dels quals es convocaven en el seu institut. Va participar en les revistes juvenils de caràcter cultural: El desván y Ateneo y las sindicales: La oficina naranja y Libre Pensamiento.. Però no és fins a 2003 quan comença a escriure, regularment, en el Periòdic Mediterraneo, en el qual publica una columna setmanal, sota el títol Reflexiones Urbanas, fins a 2010, any que comença a publicar en Llevante de Castellón, fins a 2019. Al llarg d'aquests anys publica diferents articles en revistes, molts d'ells relacionats amb la Història, i un parell de contes en diferents llibres de relats de diversos autors.
L' any 2011 publica la seua primera novel·la "Larga tormenta de otoño", que havia quedat finalista en el Premi Fernando Lara 2010. Endinsant-se en el terreny del subgènere negre.

### Larga tormenta de otoño.[3][4]

#### Sinopsi.
Un advocat arrossegat per l'amor a una dona, va descobrint algunes claus de l'art contemporani, a l'hora que es veu embolicat en la resolució del robatori del quadre: El crit, d'Antonio Saura, enfrontant-se a l'ambició del poder i al desig sexual.

### Nunca seremos los mismos.[5][6]
Publicada per Unaria Ediciones en 2013, la novel·la brinda al lector l'oportunitat de gaudir una prosa de luxe, amb una cadència adequada als requeriments del moment argumental, segons la contracció o distensió de l'acció. I en relació amb això, la novel·la és decorosa, referit al concepte aristotèlic de decòrum, que van recuperar, els il·lustrats i neoclàssics de finals del segle xviii. Decòrum com a adequació de la caracterització física, lingüística, de vestuari, etc. dels personatges a la seua realitat social, política, d'acord amb la seua extracció cultural i econòmica.

#### Sinopsi.
La novel·la narra la fugida d'Espanya de milers d'exiliats, personalitzats en uns personatges que acaben el seu periple a París i Nova York. S'hi fa ficció de l'últim mes de la vida d'Antonio Machado i l'eixida d'Espanya de Manuel Azaña.

### Hotel Voramar.[7][8]
Publicada por Editorial Sargantana en 2018.

#### Sinopsi.
L'Hotel Voramar és l'escenari perfecte per a una història que va començar en 1957 i va acabar en l'actualitat, passant per l'Alemanya de l'època nazi i el Madrid dels anys 50. La novel·la tracta d'un home i una dona a la recerca de saldar els comptes amb el seu passat, es coneixen a l'Hotel Voramar de Benicàssim, mediada ja la dècada dels cinquanta del segle passat, tractant d'oblidar i recompondre la seua vida. Troben en l'amor que va sorgint entre ells, sota l'aroma estival del Mediterrani, el consol necessari per a tornar a ser feliços. Però la felicitat sempre es beu en xicotets xarrups.

### El diliema de Sofía.

#### Sinopsi.
La vida no és un camí recte. Té molts girs inesperats que poden posar potes enlaire la nostra existència. Una cosa així li succeeix a Sofia de *Valdivielso, una dona que pateix els *desarreglos tèrmics i anímics de la menopausa, quan es creua en la seua vida un home molt més jove que ella, i tots dos cauen, sense saber com, en les xarxes d'un amor que els crearà no pocs problemes.

## Premis i distincions
Finalista en el Premi Fernando Lara 2010.

## Altres activitats literàries

### Relats

#### Sueño de una noche de invierno.
Aparegut en el llibre Collita d'hivern, publicado por Urania Edicions en 2012.

##### Sinopsi.
Jones, un jove arquitecte que s'instal·la a Madrid en un apartament de la Gran Via, es desperta després d'haver passat la nit amb una xica que ha conegut en una bar de copes. Mirant com dorm en la placidesa de l'apartament, sent un fred hivernal, pel temor al fet que la xica es desperte i la soledat torne a la seua vida.

#### Opus ultimum.
El conte es publica en una obra col·lectiva, de diversos escriptors i escriptores, titulada "Castelló somia la llum de la vesprada", publicada en 2018 per l'Associació d'Escriptors/as de la Província de Castelló en col·laboració amb la Diputació de Castelló.

##### Sinopsi.
Antón Segòvia, escultor de renom internacional, viu retirat en un xicotet poble de Castelló anomenat Villahermosa, on té instal·lat el seu taller. La seua tranquil·la vida es veu alterada per culpa d'un crític d'art que li persegueix des de fa anys. Una gota satisfà el got i es proposa venjar-se ordint un parany que tindrà com a escenari la Fira d'Art Contemporani MARTE, de Castelló. La vanitat, la venjança i la companyonia emboliquen el relat de principi a fi.

### Assaig

#### La Brecha.
En 2015 publica La Bretxa, al costat del fotoperiodista José Luis Cuesta, un assaig que combinafotografies i text, sobre la desigualtat social i econòmica que s'ha produït a Espanyadurant la crisi, mentre el nombre de rics ha augmentat.

#### Campos de Castilla. Machado y la Generación del 98.

##### Sinopsi.
Es tracta d'un assaig que suposa el principi de la fi de la vinculació d'Antonio Machado amb la Generació del 98, amb la qual es va sentir unit en els seus primers anys, però que després de l'anàlisis dels poemes de Campos de Castilla, es pot veure com va apuntant per on aniran les seues idees en una Espanya cada vegada més convulsa.

### Poesía

#### Los pájaros azules
Libro de poesía y fotografía en donde el autor recoge poemas y fotos realizadas a lo largo de su vida.